# Asistenční služba

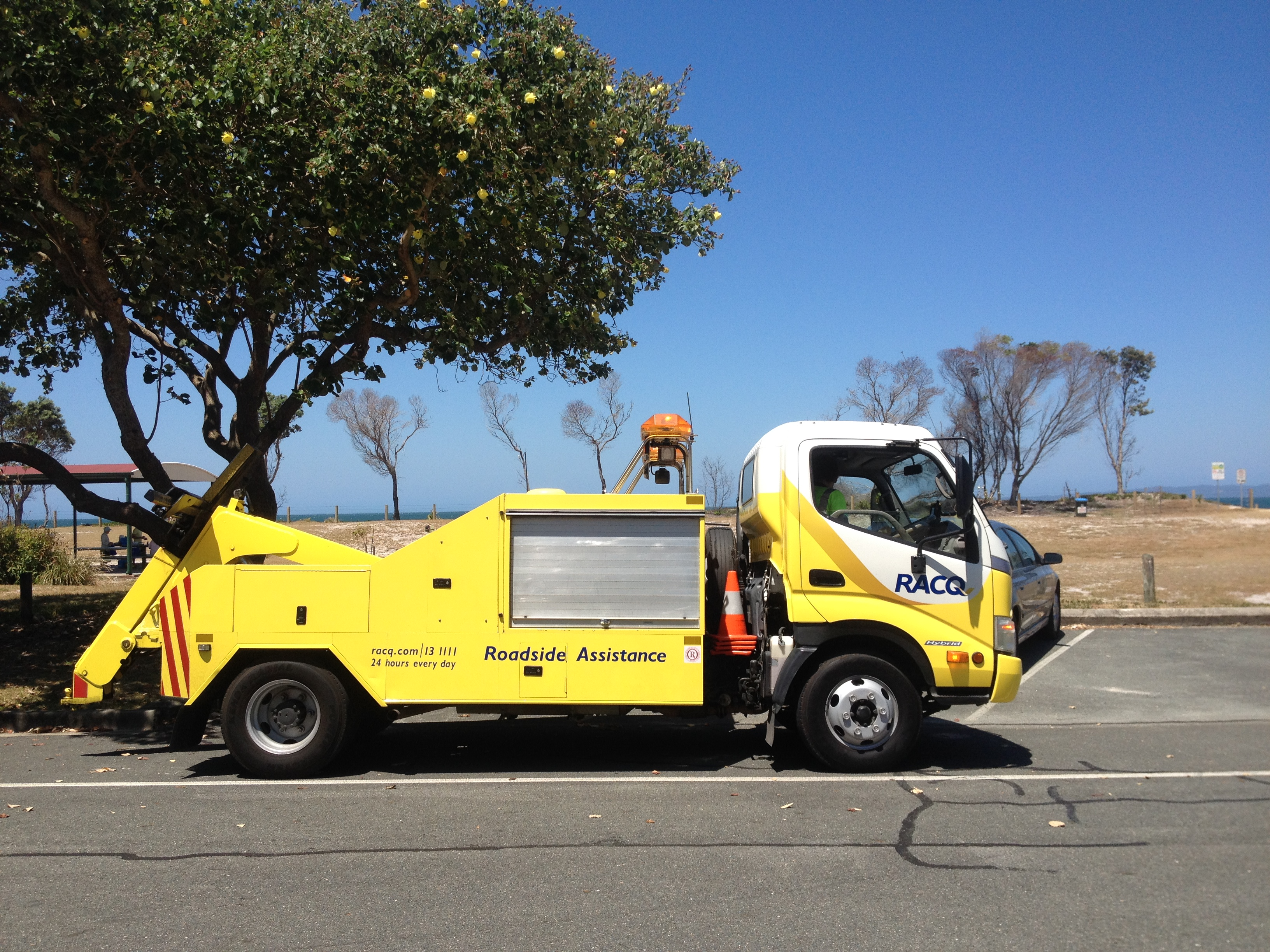
Součástí asistenčních služeb je standardně i příjezd asistenčního vozidla a odtah porouchaného automobilu.

Asistenční služby v pojištění zajišťují v případě vzniku pojistné události rychlou pomoc a veškerý asistenční servis v České republice i v zahraničí. Asistenční služby platí i v případě, že pojistník způsobí škodu na majetku nebo újmu na zdraví. Asistenční služba v zahraničí vyhledá nejbližší zdravotnické zařízení a zajistí ošetření včetně převozu do lépe vybaveného zařízení. V případě, že pojistník nemá dostatečné jazykové znalosti, pojišťovna mu zajistí tlumočníka.

## Rozdělení asistenčních služeb
České pojišťovny prostřednictvím tuzemských či zahraniční specializovaných subjektů poskytují v současnosti asistenční služby zejména u těchto druhů pojištění:
- Cestovní pojištění
- Pojištění vozidel /povinné ručení, havarijní pojištění/
- Majetkové pojištění
- Úrazové a rizikové pojištění
- Komerční zdravotní pojištění cizinců

## Základní rozsah asistenční služby
Jednotlivé pojišťovny nabízejí u svých produktů různý rozsah asistenčních služeb. Mezi základní patří:
U cestovního pojištění
K cestovnímu pojištění je v současné době nabízeno více druhů asistenčních služeb. Základní asistencí, kterou všechny pojišťovny přidávají k pojištění léčebných výloh je Zdravotní asistence, která zabezpečuje vyhledání vhodného zdravotnického zařízení v zahraničí, tlumočení a překlady lékařských zpráv, poskytuje garanci úhrady nákladů, zajišťuje transport nebo repatriaci. Dále služba obsahuje:
- Návrat do místa bydliště /po pojistné události/
- Turistické a lékařské informace
- Telefonická pomoc v nouzi
- Tlumočení a překlady
- Pomoc při ztrátě osobních dokladů
- Pomoc při úrazu či nemoci
- Zajištění dopravy do nemocnice či přeprava do ČR /v případě nemoci či úrazu/

Autoasistence k cestovnímu pojištění
Obvykle se vztahuje na případy poruchy, nehody nebo chyby řidiče. Nejčastější je právě porucha až v 90 % případů. Tomu bývají uzpůsobené i rozsahy služeb, které se často významně liší od asistencí k povinnému ručení. Zásadními parametry autoasistence k cestovnímu pojištění jsou:
- limit vzdálenosti odtahu vozidla (uvedený v Kč nebo km)
- počet dní zapůjčení náhradního vozidla
- lhůta v jaké musí být vozidlo opraveno nebo shledáno jako neopravitelné, než vznikne nárok na zapůjčení náhradního vozidla (obvykle 48 hodin)

- Technická asistence při poruše vozidla
- Oprava na místě nebo odtah do nejbližšího servisu
- Repatriace neopravitelného vozidla, pokud není opravitelné do určité doby (liší se dle produktu od 1 do 5 dní)
- Přechodné ubytování posádky po dobu opravy
- Právní asistence při nehodě

Asistence v letecké dopravě k cestovnímu pojištění
je služba obsažená v produktech většiny pojišťoven v ČR. Pod tímto názvem se skrývá soubor služeb, které mají klientům pomoct při řešení leteckých nepravidelností. Nejčastěji řešenou situací z pohledu klientů je:
- zpoždění nebo zrušení letu
- zpoždění a ztráta zavazadel
- refundace letenek
- řešení nepravidelností i v rámci autobusové a železniční dopravy

U pojištění vozidel k povinnému ručení nebo havarijnímu pojištění
Pro zajištění asistenční služby pro motoristy je ČKP zřízena Linka pomoci řidičům 1224. Jejím účelem je zjednodušit motoristům přivolání asistenční pomoci pojišťovny. Po zavolání na 1224 je řidič operátorem přepojen na asistenční společnost pojišťovny, u které má sjednané pojištění.
- Příjezd asistenčního vozidla
- Oprava vozidla
- Úhrada práce mechanika
- Odtažení vozidla
- Vyproštění vozidla
- Uschování vozidla
- Proplacení přenocování v hotelu pro celou posádku vozidla
- Uhrazení nákladů na pokračování v cestě
- Poskytnutí náhradního vozidla po dobu opravy

U majetkového pojištění
- Poskytnutí náhradního ubytování /při živelné pohromě/
- Uvedení bytu do obyvatelného stavu /po živelní události/
- Uskladnění vybavení domácnosti /při uvádění bytu do obyvatelného stavu/
- Otevření bytu, výměna zámku /ztráta klíče/
- Zprostředkování služby opraváře /instalatér, topenář, plynař atd./

Každá konkrétní složka v rámci asistenčních služeb má svůj vlastní limit plnění a další podmínky, které jsou specifikovány v pojistné smlouvě, nebo v pojistných podmínkách.
Některé asistenční služby disponují i vlastní sítí lékařů, zdravotnických zařízení, servisních opraven apod. Asistenční služby jsou často rozdělovány pro Českou republiku a zahraničí. Liší se rozsahem služeb a limity pojištění. Asistenční služby fungují nonstop 365 dní v roce, 24 hodin denně a s operátory je možné komunikovat i 12 světovými jazyky. Na rozdíl od pojištění vozidel nemají pojišťovny jednotnou linku pomoci a každá pojišťovna má své telefonní číslo na asistenční linku.